# Arethusana veleta
Arethusana veleta är en fjärilsart som beskrevs av Hans Fruhstorfer 1908. Arethusana veleta ingår i släktet Arethusana och familjen praktfjärilar. Inga underarter finns listade i Catalogue of Life.